# Carabodes polyporetes
Carabodes polyporetes är en kvalsterart som beskrevs av Robert Gatlin Reeves 1991. Carabodes polyporetes ingår i släktet Carabodes och familjen Carabodidae. Inga underarter finns listade.